# Стан Вавринка
Станислас Вавринка (чеш. Stanislas Wawrinka; Лозана, 28. март 1985) швајцарски је тенисер чешког порекла рођен 28. марта 1985. у Лозани у Швајцарској. Током каријере је освојио три гренд слем трофеја у појединачној конкуренцији. Најбољи пласман на АТП листи му је треће место. Заједно са репрезентацијом Швајцарске је освојио Дејвис куп 2014. године, као и златну медаљу у пару са Роџером Федерером на Олимпијским играма 2008. у Пекингу.

## Биографија
Иако је његово презиме пољског порекла, Станислас је полу-Немац полу-Швајцарац. Његов отац Волфрам рођен је у Хамбургу док је мајка, Изабела, Швајцаркиња. Обојица деда̂ су му Чеси. Има две сестре и брата Џонатана који га је научио тенису када је имао 8 година. Ишао је у школу до 15. године када је одлучио да се посвети тенису. Почео је да игра на јуниорским турнирима у 14. години. 2003. је освојио Ролан Гарос за јуниоре, победивши Брајана Бејкера у финалу. Његов тренер је био некадашњи тенисер Димитриј Завјалов, а од 2013. га тренира Магнус Норман.

## Каријера
Станислас Вавринка је тренутно најбољи активни швајцарски тенисер. Каријеру је започео 2001. У јуниорској конкуренцији је освојио Ролан Гарос 2003. Свој први турнир освојио је у Умагу 2006. године победивши Новака Ђоковића. Највећи успех му је освајање златне медаље на Олимпијским играма у Пекингу у пару са Роџером Федерером и улазак у финале на мастерсу у Риму 2008, када је ушао међу првих десет на АТП листи. На гренд слем турнирима најбољи резултат у појединачној конкуренцији прошле године му је било али је изгубио други пут од Ђоковића у 5 сетова 3:2 (2:6, 7:6 /7:4/, 3:6, 6:3, 6:4). у полуфиналу 2013.
На Отвореном првенству Аустралије, Вавринка је остварио највећи успех у каријери. Освојио је први гренд слем у каријери и то победом против Надала од 3:1 по сетовима (6:2, 6:2, 3:6, 6:3). А на том гренд слему је прекинуо и две лоше традиције. Најпре у четвртфиналу је први пут после 8 година савладао шампиона из претходне три године Новака Ђоковића са 3:2 по сетовима (2:6, 6:4, 6:2, 3:6, 9:7) и победа против Надала у финалу је прва у 15. међусобних сусрета. Вавринка је због освајања Аустралијан Опена, од 27. јануара 2014. био трећи на АТП листи што му је најбољи пласман у каријери.

## Гренд слем финала

### Појединачно: 4 (3:1)
| Исход     | Бр. | Година | Турнир        | Подлога | Противник     | Резултат                |
| --------- | --- | ------ | ------------- | ------- | ------------- | ----------------------- |
| Победник  | 1.  | 2014.  | ОП Аустралије | Тврда   | Рафаел Надал  | 6:3, 6:2, 3:6, 6:3      |
| Победник  | 2.  | 2015.  | Ролан Гарос   | Шљака   | Новак Ђоковић | 4:6, 6:4, 6:3, 6:4      |
| Победник  | 3.  | 2016.  | ОП САД        | Тврда   | Новак Ђоковић | 6:7(1:7), 6:4, 7:5, 6:3 |
| Финалиста | 1.  | 2017.  | Ролан Гарос   | Шљака   | Рафаел Надал  | 2:6, 3:6, 1:6           |

## Финала АТП мастерс 1000 серије

### Појединачно: 4 (1:3)
| Исход     | Бр. | Година | Турнир       | Подлога | Противник     | Резултат           |
| --------- | --- | ------ | ------------ | ------- | ------------- | ------------------ |
| Финалиста | 1.  | 2008.  | Рим          | Шљака   | Новак Ђоковић | 6:4, 3:6, 3:6      |
| Финалиста | 2.  | 2013.  | Мадрид       | Шљака   | Рафаел Надал  | 2:6, 4:6           |
| Победник  | 1.  | 2014.  | Монте Карло  | Шљака   | Роџер Федерер | 4:6, 7:6(7:5), 6:2 |
| Финалиста | 3.  | 2017.  | Индијан Велс | Тврда   | Роџер Федерер | 4:6, 5:7           |

### Парови: 1 (0:1)
| Исход     | Бр. | Година | Турнир       | Подлога | Партнер       | Противници                         | Резултат              |
| --------- | --- | ------ | ------------ | ------- | ------------- | ---------------------------------- | --------------------- |
| Финалиста | 1.  | 2011.  | Индијан Велс | Тврда   | Роџер Федерер | Александар Долгополов Гзавје Малис | 4:6, 7:6(7:5), [7:10] |

## Мечеви за олимпијске медаље

### Парови: 1 (1:0)
| Исход | Година | Турнир       | Подлога | Партнер       | Противници                   | Резултат                |
| ----- | ------ | ------------ | ------- | ------------- | ---------------------------- | ----------------------- |
| Злато | 2008.  | ОИ у Пекингу | Тврда   | Роџер Федерер | Симон Аспелин Томас Јохансон | 6:3, 6:4, 6:7(4:7), 6:3 |

## АТП финала

### Појединачно: 31 (16:15)
| Легенда                        |
| ------------------------------ |
| Гренд слем турнири (3:1)       |
| Завршно првенство сезоне (0:0) |
| АТП мастерс 1000 (1:3)         |
| АТП 500 (3:3)                  |
| АТП 250 (9:8)                  |

| Финала по подлози |
| ----------------- |
| Тврда (9:7)       |
| Шљака (7:7)       |
| Трава (0:1)       |

| Финала по локацији |
| ------------------ |
| Отворено (15:11)   |
| Дворана (1:4)      |

| Исход     | Бр. | Датум               | Турнир                  | Подлога   | Противник          | Резултат                |
| --------- | --- | ------------------- | ----------------------- | --------- | ------------------ | ----------------------- |
| Финалиста | 1.  | 10. јул 2005.       | Гштад, Швајцарска       | Шљака     | Гастон Гаудио      | 4:6, 4:6                |
| Победник  | 1.  | 30. јул 2006.       | Умаг, Хрватска          | Шљака     | Новак Ђоковић      | 6:6(1:3) (предаја)      |
| Финалиста | 2.  | 22. јул 2007.       | Штутгарт, Немачка       | Шљака     | Рафаел Надал       | 4:6, 5:7                |
| Финалиста | 3.  | 14. октобар 2007.   | Беч, Аустрија           | Тврда (д) | Новак Ђоковић      | 4:6, 0:6                |
| Финалиста | 4.  | 5. јануар 2008.     | Доха, Катар             | Тврда     | Енди Мари          | 4:6, 6:4, 2:6           |
| Финалиста | 5.  | 11. мај 2008.       | Рим, Италија            | Шљака     | Новак Ђоковић      | 6:4, 3:6, 3:6           |
| Финалиста | 6.  | 10. јануар 2010.    | Ченај, Индија           | Тврда     | Марин Чилић        | 6:7(2:7), 6:7(3:7)      |
| Победник  | 2.  | 11. април 2010.     | Казабланка, Мароко      | Шљака     | Виктор Ханеску     | 6:2, 6:3                |
| Победник  | 3.  | 9. јануар 2011.     | Ченај, Индија           | Тврда     | Гзавје Малис       | 7:5, 4:6, 6:1           |
| Финалиста | 7.  | 24. фебруар 2013.   | Буенос Ајрес, Аргентина | Шљака     | Давид Ферер        | 4:6, 6:3, 1:6           |
| Победник  | 4.  | 5. мај 2013.        | Оеирас, Португал        | Шљака     | Давид Ферер        | 6:1, 6:4                |
| Финалиста | 8.  | 12. мај 2013.       | Мадрид, Шпанија         | Шљака     | Рафаел Надал       | 2:6, 4:6                |
| Финалиста | 9.  | 22. јун 2013.       | Хертогенбос, Холандија  | Трава     | Никола Маи         | 3:6, 4:6                |
| Победник  | 5.  | 5. јануар 2014.     | Ченај, Индија (2)       | Тврда     | Едуар Роже-Васелен | 7:5, 6:2                |
| Победник  | 6.  | 26. јануар 2014.    | Мелбурн, Аустралија     | Тврда     | Рафаел Надал       | 6:3, 6:2, 3:6, 6:3      |
| Победник  | 7.  | 20. април 2014.     | Монте Карло, Монако     | Шљака     | Роџер Федерер      | 4:6, 7:6(7:5), 6:2      |
| Победник  | 8.  | 11. јануар 2015.    | Ченај, Индија (3)       | Тврда     | Аљаж Бедене        | 6:3, 6:4                |
| Победник  | 9.  | 15. фебруар 2015.   | Ротердам, Холандија     | Тврда (д) | Томаш Бердих       | 4:6, 6:3, 6:4           |
| Победник  | 10. | 7. јун 2015.        | Ролан Гарос, Француска  | Шљака     | Новак Ђоковић      | 4:6, 6:4, 6:3, 6:4      |
| Победник  | 11. | 11. октобар 2015.   | Токио, Јапан            | Тврда     | Беноа Пер          | 6:2, 6:4                |
| Победник  | 12. | 10. јануар 2016.    | Ченај, Индија (4)       | Тврда     | Борна Ћорић        | 6:3, 7:5                |
| Победник  | 13. | 27. фебруар 2016.   | Дубаи, УАЕ              | Тврда     | Маркос Багдатис    | 6:4, 7:6(15:13)         |
| Победник  | 14. | 21. мај 2016.       | Женева, Швајцарска      | Шљака     | Марин Чилић        | 6:4, 7:6(13:11)         |
| Победник  | 15. | 11. септембар 2016. | Њујорк, САД             | Тврда     | Новак Ђоковић      | 6:7(1:7), 6:4, 7:5, 6:3 |
| Финалиста | 10. | 25. септембар 2016. | Санкт Петербург, Русија | Тврда (д) | Александар Зверев  | 2:6, 6:3, 5:7           |
| Финалиста | 11. | 19. март 2017.      | Индијан Велс, САД       | Тврда     | Роџер Федерер      | 4:6, 5:7                |
| Победник  | 16. | 27. мај 2017.       | Женева, Швајцарска (2)  | Шљака     | Миша Зверев        | 4:6, 6:3, 6:3           |
| Финалиста | 12. | 11. јун 2017.       | Ролан Гарос, Француска  | Шљака     | Рафаел Надал       | 2:6, 3:6, 1:6           |
| Финалиста | 13. | 17. фебруар 2019.   | Ротердам, Холандија     | Тврда (д) | Гаел Монфис        | 3:6, 6:1, 2:6           |
| Финалиста | 14. | 20. октобар 2019.   | Антверпен, Белгија      | Тврда (д) | Енди Мари          | 6:3, 4:6, 4:6           |
| Финалиста | 15. | 30. јул 2023.       | Умаг, Хрватска          | Шљака     | Алексеј Попирин    | 7:6(7:5), 3:6, 4:6      |

### Парови: 7 (3:4)
| Легенда                        |
| ------------------------------ |
| Гренд слем турнири (0:0)       |
| Завршно првенство сезоне (0:0) |
| Олимпијске игре (1:0)          |
| АТП мастерс 1000 (0:1)         |
| АТП 500 (0:0)                  |
| АТП 250 (2:3)                  |

| Финала по подлози |
| ----------------- |
| Тврда (2:2)       |
| Шљака (1:2)       |
| Трава (0:0)       |

| Финала по локацији |
| ------------------ |
| Отворено (3:4)     |
| Дворана (0:0)      |

| Исход     | Бр. | Датум            | Турнир                | Подлога | Партнер         | Противници                         | Резултат                |
| --------- | --- | ---------------- | --------------------- | ------- | --------------- | ---------------------------------- | ----------------------- |
| Финалиста | 1.  | 11. јул 2004.    | Гштад, Швајцарска     | Шљака   | Марк Росе       | Леандер Паес Давид Рикл            | 4:6, 2:6                |
| Финалиста | 2.  | 13. јул 2008.    | Гштад, Швајцарска (2) | Шљака   | Стефан Боли     | Јарослав Левински Филип Полашек    | 6:3, 2:6, [9:11]        |
| Победник  | 1.  | 16. август 2008. | Пекинг, Кина          | Тврда   | Роџер Федерер   | Симон Аспелин Томас Јохансон       | 6:3, 6:4, 6:7(4:7), 6:3 |
| Финалиста | 3.  | 11. јануар 2009. | Ченај, Индија         | Тврда   | Жан-Клод Шерер  | Ерик Буторак Раџив Рам             | 3:6, 4:6                |
| Финалиста | 4.  | 20. март 2011.   | Индијан Велс, САД     | Тврда   | Роџер Федерер   | Александар Долгополов Гзавје Малис | 4:6, 7:6(7:5), [7:10]   |
| Победник  | 2.  | 6. јануар 2013.  | Ченај, Индија         | Тврда   | Беноа Пер       | Андре Бегеман Мартин Емрих         | 6:2, 6:1                |
| Победник  | 3.  | 23. јул 2023.    | Гштад, Швајцарска     | Шљака   | Доминик Стрикер | Марсело Демолинер Матве Миделкоп   | 7:6(10:8), 6:2          |

## Остала финала

### Тимска такмичења: 1 (1:0)
| Исход    | Бр. | Датум                 | Турнир                     | Подлога   | Партнери                                   | Противници                                              | Резултат | Извор  |
| -------- | --- | --------------------- | -------------------------- | --------- | ------------------------------------------ | ------------------------------------------------------- | -------- | ------ |
| Победник | 1.  | 21–23. новембар 2014. | Дејвис куп, Лил, Француска | Шљака (д) | Роџер Федерер Марко Кјудинели Михаел Ламер | Жо-Вилфрид Цонга Гаел Монфис Жилијен Бенето Ришар Гаске | 3:1      | [ 15 ] |

### Егзибициони турнири: 1 (0:1)
| Исход     | Бр. | Датум            | Турнир              | Подлога | Противник     | Резултат | Извор  |
| --------- | --- | ---------------- | ------------------- | ------- | ------------- | -------- | ------ |
| Финалиста | 1.  | 17. јануар 2009. | Мелбурн, Аустралија | Тврда   | Роџер Федерер | 1:6, 3:6 | [ 16 ] |